# 中島春雄
中島春雄（日语：／ Nakajima Haruo、（1929年1月1日—2017年8月7日）是一名日本演員和特技演員，他被譽為皮套演員的先驅者。同時也是第一位飾演著名怪獸角色哥吉拉的演員，並自1954年同名電影至1972年的《地球攻擊命令 哥吉拉對蓋剛》間，連續飾演哥吉拉共12部電影而聞名，為日本怪獸電影奠定了演技基礎。
中島還在東寶的特攝電影中演出多種怪獸角色，包括《空中大怪獸拉頓》（1956年）、《摩斯拉》（1961年）和《科學怪人的怪獸 山達對蓋拉》（1966年）。他亦於黑澤明的經典作品《七武士》（1954年）中擔任一個小角色。

## 職業生涯
中島於1929年1月1日出生於日本山形縣酒田市。他的演藝生涯開端於1952年的電影《戰國無賴》，起初僅擔任為武士電影中的特技演員。在1954年的《七武士》中，他首次於電影亮相並飾演一名小角色，即一名被劍客久三（宮口精二飾）殺死的強盜。
中島因其在哥斯拉系列中的卓越表現而聲名大噪，被譽為該系列歷史上最出色的套裝演員之一。擔任該系列的的特攝總監圓谷英二更將他視為「無價之寶」。在作為套裝演員生涯中，中島不僅擔任怪獸的角色，也參與了電影劇本創作。在1954年首部哥吉拉電影拍攝前，中島花了一周時間在東京上野動物園研究大象和熊的動作。他觀察熊抓住食物的方式，並研究大象笨重的步態。在開始拍攝時，他發現原本的哥吉拉套裝重達100公斤，需要兩人協助穿著。中島克服了這一挑戰，並將經驗傳授給其他的演員。
在《地球攻擊命令 哥吉拉對蓋剛》（1972年）上映後，中島退出演藝圈。此後，他在東寶擔任幕後工作數年，但在1970年工作室分裂為多家子公司後，中島被移出合約演員體系。據報道，他後來被調至保齡球館工作，該館位於現已不復存在的工作室場地上。保齡球館關閉後，他擔任東寶經營的麻將館的經理。除了在麻將館工作外，他還曾在東邦共榮企業和東邦DIY中心工作。
自1990年代末期開始，中島參與了多個日本怪物主題大會，2011年4月，他亦現身於加州伯班克舉行的Monsterpalooza大會。他的日文自傳《怪獣人生元祖ゴジラ俳優・中島春雄》於2010年出版。

## 辭世
中島於2017年8月7日下午3時06分離世，享壽88歲。媒體報導指出他死於肺炎。次日，他的女兒中島園惠證實了此消息。
2018年，為紀念中島春雄，小行星110408以他的名字命名。同年3月4日，在美國洛杉磯舉行的杜比剧院第90屆奧斯卡金像獎中，中島與其他電影業逝者在緬懷環節中獲得致敬。 
2019年電影《哥吉拉 II 怪獸之王》（2019）的片尾畫面則向他及坂野義光致敬。

## 參與作品

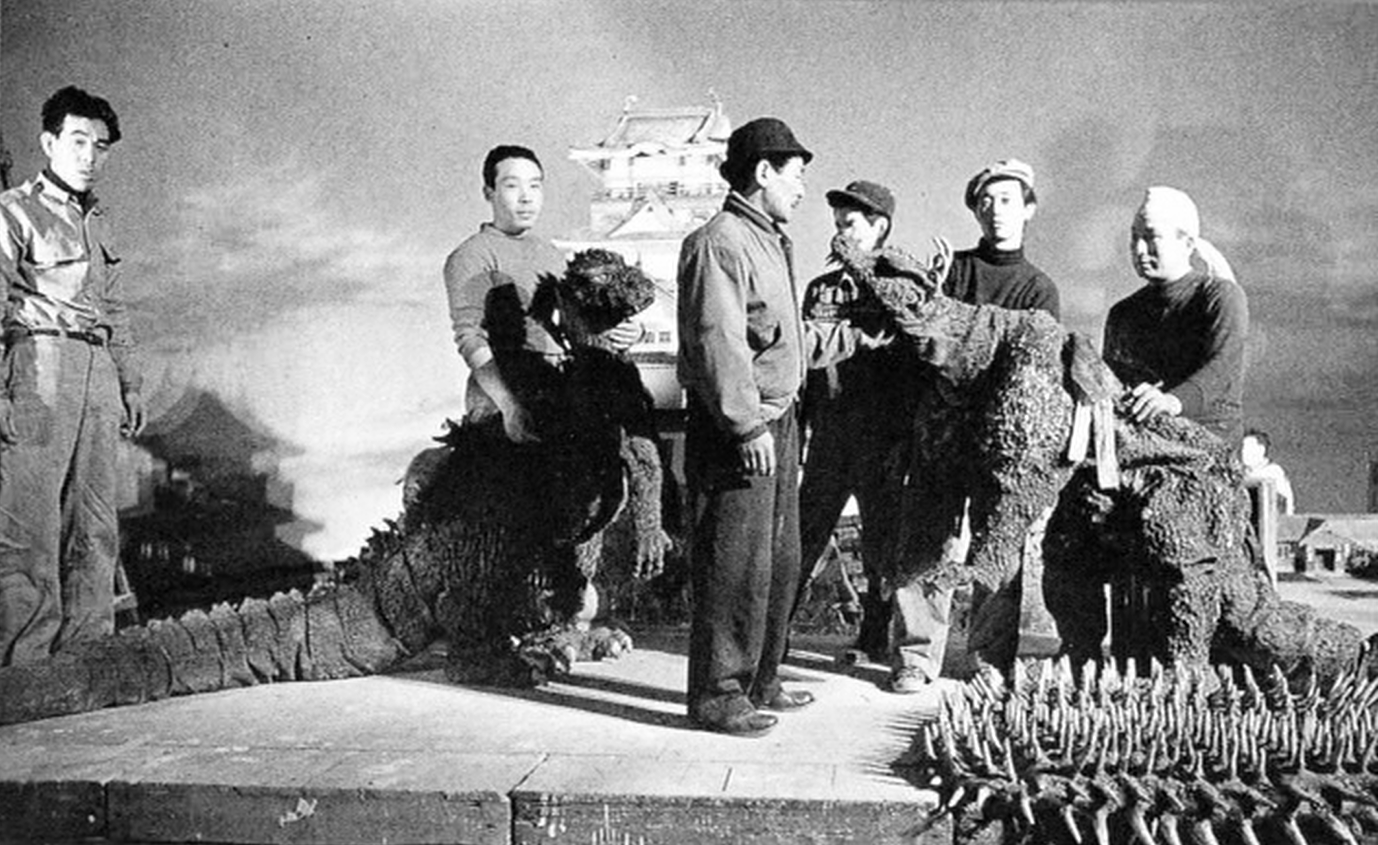
身穿哥吉拉服裝的中島春雄（左起第二位）。

### 電影
- 再見了拉包爾 最後的戰鬥機（1954年）（拉包爾的士兵）
- 七武士（1954年）（斥候Ｃ）
- 哥斯拉（1954年）（毎朝新聞記者/変電所技師/哥斯拉）
- 透明人間（1954年）（被車軋的透明人間/河津清三郎的驚險絕技）
- 哥斯拉的逆襲（1955年）（哥斯拉）
- 獸人雪男（1955年）（捜索隊員）
- 白夫人的妖恋（1956年）（呂祖廟的民）
- 空中大怪獸拉頓（1956年）（拉頓/美加努龍/自衛隊幹部）
- 地球防衛軍（1957年）（防衛隊員/防衛隊幹部/摩傑拉/米斯托伊斯）
- 大怪獸巴朗（1958年）（巴朗/掃雷艇「浦波」副艦長）
- 美女和液体人（1958年）（液体人/漁夫）
- 戰國英豪（1958年）（秋月的小兵）
- 潛艇Y-57號潛伏作戰（1959年）（Y-57乗組員）
- 電送人間（1960年）（小筱島的警察）
- 太平洋之嵐（1960年）（下士官搭乗員）
- 氣體人第一號（1960年）（共同銀行新宿支店的太陽鏡的男）
- 魔斯拉（1961年）（摩斯拉幼蟲/江口書店前的避難人民）
- 世界大戰爭（1961年）（避難引導做警官）
- 妖星哥拉斯（1962年）（馬古馬）
- 金剛對哥斯拉（1962年）（哥斯拉）
- 瑪坦戈（1963年）（瑪坦戈）
- 海底軍艦（1963年）（穆帝國人/自衛隊幹部）
- 魔斯拉對哥斯拉（1964年）（哥斯拉）
- 宇宙大怪獸德古拉（1964年）（火電站附近的居民）
- 三大怪獸 地球最大決戰（1964年）（哥斯拉）
- 科學怪人對地底怪獸（1965年）（巴拉剛/自衛隊員）
- 100發100中（1965年）（刑事）
- 怪獸大戰爭（1965年）（哥斯拉）
- 科學怪人的怪獸 山達對蓋拉（1966年）（蓋拉/自衛隊直升機隊員）
- 哥斯拉·伊比拉·魔斯拉 南海大決鬥（1966年）（哥斯拉）
- 伊豆的舞孃（1967年）（宿驛的客人）
- 金剛的逆襲（1967年）（金剛/野次馬）
- 怪獸島決戰 哥斯拉之子（1967年）（哥斯拉）
- 怪獸總進擊（1968年）（哥斯拉/統合防衛司令部的将校）
- 聯合艦隊司令長官 山本五十六（1968年）（飛龍的官兵/拉包爾的參謀/）
- 緯度0大作戰（1969年）（獅子/格里芬/大老鼠/蝙蝠人/水中驚險絕技）
- 日本海大海戰（1969年）（第一艦隊参謀）
- 哥斯拉·迷你拉·加巴拉 全體怪獸大進擊（1969年）（哥斯拉）
- 傑索拉·加尼美·卡美巴 決戰！南海大怪獸（1970年）（傑索拉/加尼美/水中驚險絕技）
- 哥斯拉對黑多拉（1971年）（哥斯拉/向政府呼籲黑多拉對策的市民）
- 地球攻擊命令 哥吉拉對蓋剛（1972年）（哥斯拉/防衛本部員/雑誌編集者）
- 日本沈沒（1973年）（山本總理的司機）

### 電視劇
- 超異象之謎（1966年）（哥美斯/茨城県警機動隊隊長/波哥斯）
- 超人力霸王（1966年）（内隆加/加波拉/吉拉斯/笪和尚的父親/為巨大富士隊員開槍的警察隊·隊長/基拉）
- 超人七號（1967年）（U-Tom）
- 太陽的那個傢伙（1967年）（田辺（蓋拉））